# Stanhope (Île-du-Prince-Édouard)
Stanhope est une communauté dans le comté de Queens sur la rive nord de l'Île-du-Prince-Édouard, au Canada, au nord-ouest de Mount Stewart.
Situé dans le canton du lot 34, la population grossit beaucoup pendant la saison des chalets durant l'été; cependant, la population permanente grossit dans les dernières années.
Stanhope est près du parc national de l'Île-du-Prince-Édouard et il y a la plage de Stanhope Beach ainsi que plusieurs pistes de marche populaires et panoramiques.

## Climat
| Mois                              | jan.  | fév.  | mars | avril | mai  | juin | jui. | août | sep. | oct.  | nov.  | déc.  | année   |
| --------------------------------- | ----- | ----- | ---- | ----- | ---- | ---- | ---- | ---- | ---- | ----- | ----- | ----- | ------- |
| Température minimale moyenne (°C) | −11,5 | −11,4 | −6,6 | −0,9  | 4,6  | 10,6 | 15   | 14,7 | 10,7 | 5,2   | −0,2  | −6,5  | 2       |
| Température moyenne (°C)          | −7,2  | −7,2  | −2,8 | 2,6   | 9    | 15   | 19,2 | 18,7 | 14,4 | 8,7   | 3,2   | −3    | 5,9     |
| Température maximale moyenne (°C) | −2,8  | −3    | 1,1  | 6,1   | 13,3 | 19,3 | 23,3 | 22,6 | 18,1 | 12,1  | 6,2   | 0,5   | 9,8     |
| Précipitations (mm)               | 112,2 | 94    | 83   | 81,3  | 95,8 | 75,7 | 75   | 85,5 | 84   | 116,3 | 123,4 | 132,9 | 1 159,2 |
| dont pluie (mm)                   | 40,1  | 24,2  | 36,7 | 60,6  | 94,4 | 75,7 | 75   | 85,5 | 84   | 116,2 | 109   | 74,4  | 875,7   |
| dont neige (cm)                   | 71,6  | 69,9  | 45,5 | 19,9  | 1,4  | 0    | 0    | 0    | 0    | 0,1   | 14,7  | 60,5  | 283,6   |